# Padbielle
Padbielle (biał. Падбелле; ros. Подбелье) – wieś na Białorusi, w obwodzie mohylewskim, w rejonie mohylewskim, w sielsowiecie Kadzina.
Padbielle leży przy drodze republikańskiej R122. W pobliżu znajduje się przystanek kolejowy Dary, położony na linii Mohylew – Krzyczew.